# Gạo vùng Arborio

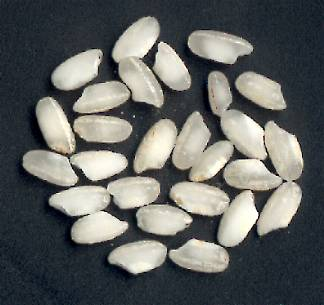
Hạt gạo arborio

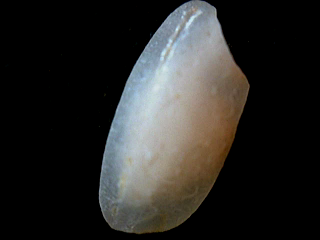
Ảnh phóng to hạt gạo Arborio

Gạo vùng Arborio là một loại gạo hạt ngắn của Ý. Được đặt theo tên của thị trấn Arborio thuộc vùng thung lũng Po, nằm trong khu vực trung tâm tại miền Piemonte ở Ý. Gạo Arborio cũng được trồng ở các bang Arkansas, California và Missouri ở Hoa Kỳ. Các hạt gạo sẽ trở nên tròn và chắc sau khi được nấu chín với độ mịn và dẻo hơn so với các loại gạo khác do có hàm lượng amylopectin cao. Chúng có vị bột và có thể được trộn với các hương vị khác. Gạo arborio thường được dùng để làm món risotto (đôi khi cũng được chế biến bằng các loại gạo Carnaroli, Maratelli, Baldo, và Vialone Nano). Gạo arborio cũng có thể được dùng để làm bánh pudding gạo.
Gạo Arborio là một giống cây thuộc nhóm Japonica của loài Oryza sativa.